# Křís (kvašení)

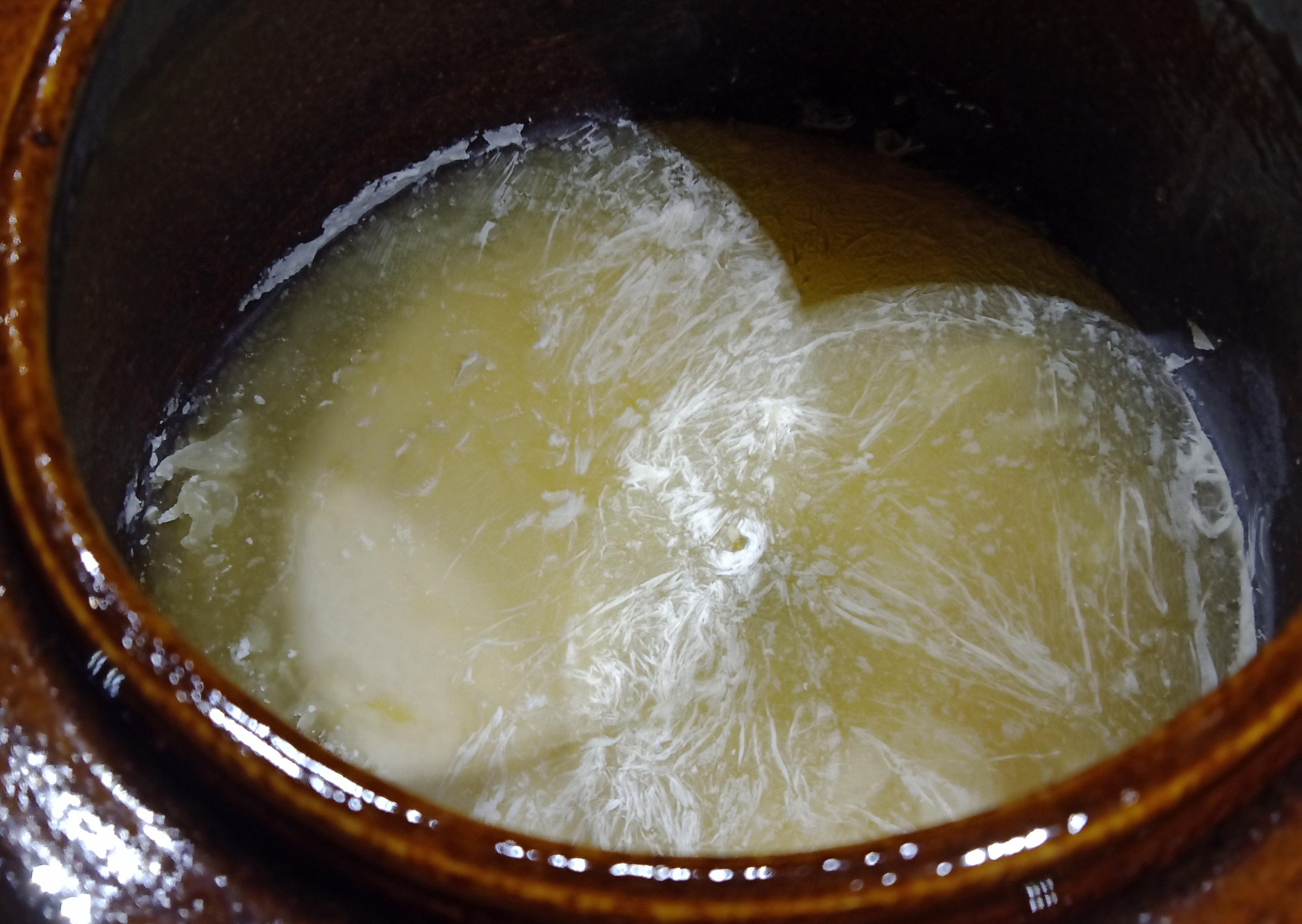
Bělavý povlak křísu na kysaném zelí

Křís (německy Kahmhaut) je bělavý ostrůvkovitý či souvislý povlak, který samovolně vzniká na povrchu kvašených potravin, např. na kysaném zelí. Je tvořen koloniemi mikroorganismů a aerobních kvasinek rodů Mycoderma, Candida, Pichia a Debaryomyces. Vyskytuje se na povrchu substrátu, kam má přístup kyslík a zároveň musí být pH na úrovni kolem 5–6, nižší pH křísové kvasinky likviduje.

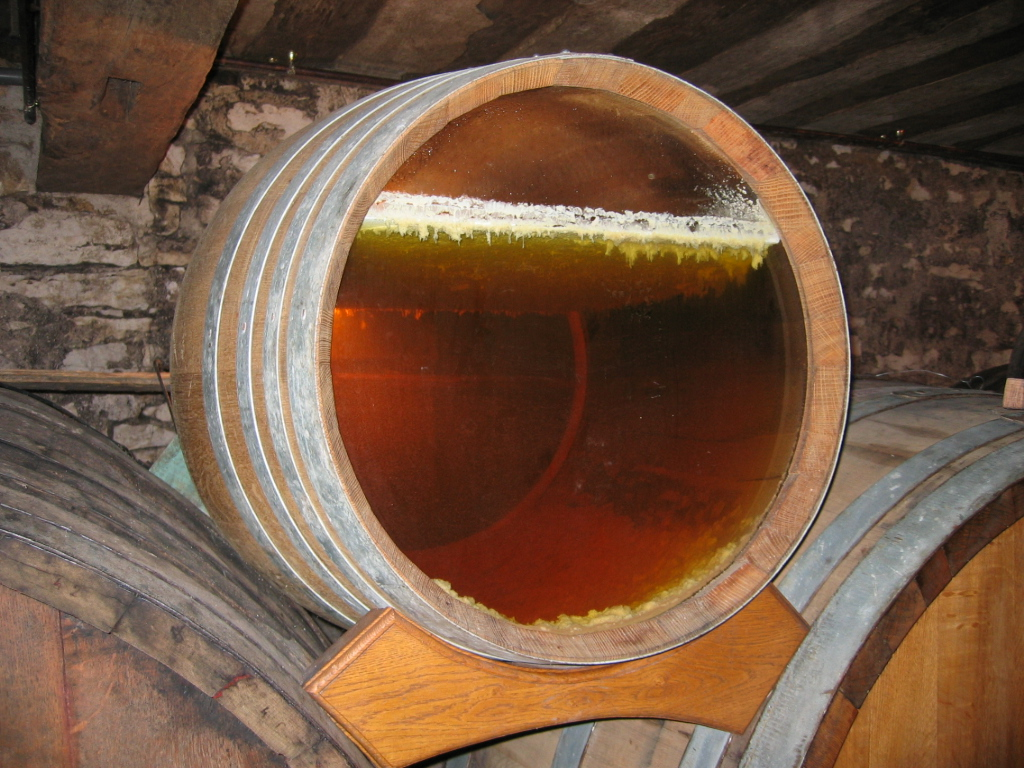
Vrstva křísu na víně

Křís není zdravotně závadný (neobsahuje mykotoxiny), nicméně může chuťově zkazit kvašenou potravinu. U kysaného zelí je křís považován za běžnou součást kvasného procesu, při kvašení vína je nicméně výskyt křísu přímo nežádoucí.
Jelikož křís snižuje obsah kyseliny mléčné a tím snižuje odolnost kvasného substrátu vůči kontaminaci, doporučuje se křís z povrchu odebírat. Při výrobě vína je třeba kvasné nádoby sířit.